# 斯卡爾佩島 (內赫布里底群島)

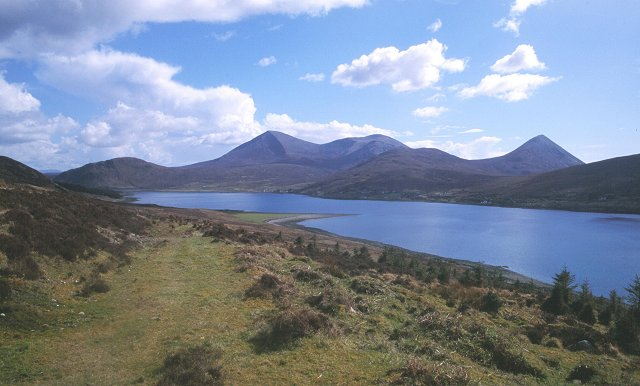

斯卡爾佩島是蘇格蘭的島嶼，位於斯凱島東北面的大西洋海域，屬於內赫布里底群島的一部分，面積24.8平方公里，最高點海拔高度398米。

## 外部連結
- Official website （页面存档备份，存于）

57°18′42″N 5°58′36″W / 57.31167°N 5.97667°W